# 3rd
3rd – trzeci minialbum fińskiej grupy The Rasmus wydany w 1996 roku w Finlandii.

## Lista utworów
1. "Ghostbusters" (Ray Parker Jr. cover) – 3:35
2. "Fool" – 3:42